# فنلنديو الغابات
فنلنديو الغابات (باللغة الفنلندية: Metsäsuomalaiset، باللغة النرويجية: Skogfinner، باللغة السويدية: Skogsfinnar)، هم مهاجرون فنلنديون من منطقة سافو وشمال هامي في فنلندا الذين استقروا في مناطق الغابات في أرض السويد والنرويج في آواخر القرن السادس عشر حتى أوائل ومنتصف القرن السابع عشر، حيث كانوا يقومون تقليدياً بقطع وحرق الغابات كطريقة لتحويل هذه الغابات لأراضي زراعية.
في اليوم الحاضر، تم استيعاب فنلنديو الغابات في المجتمعين النرويجي والسويدي وانقرضت لغتهم، حيث أن آخر شخصين معروفين منهم كانوا يتكلمون لغتهم في السويد توفوا عام 1965 وعام 1969.